# Bít tết

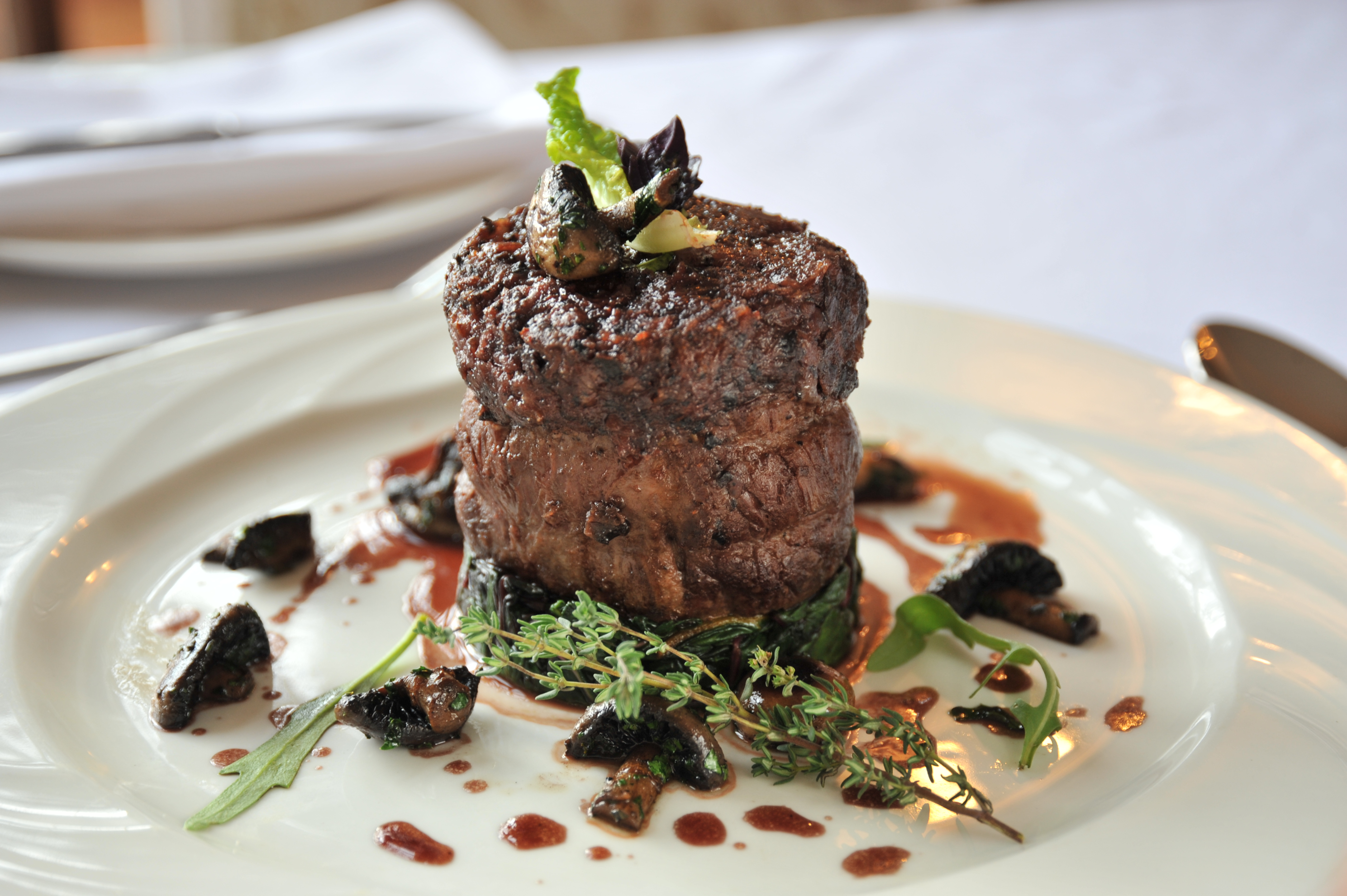
Một phần thịt bít tết cho bữa tối, ăn kèm với nấm

Bít tết (tiếng Anh: beefsteak còn gọi tắt là steak, bắt nguồn từ từ tiếng Pháp bifteck /biftɛk/) là một lát thịt bò cắt phẳng có các mặt song song, thường được cắt vuông góc với các thớ cơ. Trong dịch vụ nhà hàng thông thường, một khẩu phần ăn có khối lượng thô từ 120 đến 600 gam (4 đến 21 oz). Thịt bò bít tết thường được nướng, áp chảo hoặc luộc.
Những miếng thịt thăn và sườn mềm hơn sẽ được nấu nhanh chóng, sử dụng nhiệt khô và phục vụ nguyên con. Các phần thịt ít mềm hơn từ thăn hoặc thịt bít tết tròn (round steak) được nấu bằng nhiệt ẩm hoặc được làm mềm bằng máy (cf. cube steak). Bít tết tròn là các lát thịt được cắt từ chân sau của con bò. Cube steak là một lát thịt bò bít tết được đập mềm hoặc cắt cho đến khi rất mỏng để có thể nấu chín rất nhanh:
Tại Việt Nam, món bít tết đúng nghĩa thường chỉ được phục vụ trong các nhà hàng loại sang trọng vì nguyên liệu thịt bò ở đây khá đắt đỏ. Những món bò thường bị nhầm lẫn với bít tết là bò né với nguyên liệu chỉ là những miếng bò thái lát mỏng và nhỏ, hoặc bò lúc lắc được thái khối vuông nhỏ. Cả hai món này thường chế biến bằng cách chiên với dầu, và được ăn kèm với bánh mì hoặc trứng ốp la thay vì khoai tây như bít tết.

## Chế biến
Phương pháp chế biến có thể nói là khá đơn giản (áp dụng đối với từng miếng thịt bò. Ban đầu, người ta sẽ cắt thịt bò ngang thớ, miếng mỏng (1–5 cm). Loại bỏ gân thịt bò và làm mềm, sau đó cho các loại gia vị, nước dùng chuyên dụng rưới lên miếng thịt bò, Cho thịt vào nước xốt để ướp mềm và ngấm gia vị. Sau cùng cho chảo lên bếp, đổ dầu vào đun nóng, cho thịt bò vào chiên chín và sau đó lật lại.
Chất lượng thịt bò là yếu tố quyết định phần lớn sự thành công của món bít tết. Việc cắt lát mỏng của thịt bò dẫn đến nấu chín một cách nhanh chóng, bằng cách sử dụng nhiệt khô điều này làm cho từng miếng thịt bò ngọt, mềm, thơm mùi khói nướng đặc trưng đã mang lại một hương vị riêng. Phần quan trọng không kém để làm nên món bít tết ngon là nước sốt.
Ở Mỹ, món thịt bò này được chế biến theo đúng tiêu chuẩn của Mỹ, thơm ngon và tốt cho sức khỏe. Thịt bò Mỹ là loại thực phẩm có hàm lượng chất béo rất thấp, có nhiều đạm, bổ sung hàm lượng sắt, rất tốt cho sức khỏe. Ở Việt Nam có lưu ý về vấn đề vệ sinh an toàn thực phẩm vì đã có cảnh báo cho thấy có trường hợp nhiễm sán xơ mít vì ăn bít tết vì đây là một món ăn theo kiểu tái.

## Thưởng thức
Thông thường bít tết được ăn kèm với bánh mì, ngoài ra có thể làm món bít tết kết hợp với trứng ốp la (chỉ thấy ở Việt Nam). Ăn kèm  bít tết là khoai tây chiên, salad trộn có xà lách, dưa leo và cà chua bi và bên cạnh ly rượu vang đỏ... Khi thưởng thức món bít tết được chế biến từ thịt này, thực khách sẽ cảm nhận được cái ngon của món ăn với vị ngọt, mềm và thơm.